# Émile Vauzelle, Morel et Compagnie
Émile Vauzelle, Morel et Compagnie est un constructeur automobile français.

## Production
L’entreprise était située à Paris et a commencé la production automobile en 1900. L’usine est située aux numéros 4 à 8 de la Rue des Goncourt. Le nom de marque était Vauzelle-Morel. La production a été considérablement réduite au cours des premières années. À partir de 1907, les véhicules sont plus demandés et la marque est changée en Vauzelle. Le véhicule de 1902 était équipé d’un moteur intégré d’Aster d’une puissance de 5 HP. À l’avant du véhicule, il y avait un capot qui ressemblait aux capots de De Dion-Bouton malgré la position d’installation du moteur sous le siège.
La boîte de vitesses à deux rapports provenait de Bozier.
Le modèle, qui a été proposé entre 1907 et 1908, avait un moteur quatre cylindres d’une cylindrée de 1815 cm³, qui était monté à l’avant du véhicule. La production a pris fin en 1908.